# Бордонгкуй
Бордонгкуй (Бордонкуй) е зъл дух, принадлежащ към класа на абаасите в якутската митология. Той обитава горния свят на мирозданието. Според митовете Бордонгкуй е извънредно лаком – той изпива всички реки, изяждайки островите, намиращи се сред тях. Якутите вярват, че поради тази си лакомия, Бордонгкуй отдавна е умрял.